# 木星質量
木星質量（Jupiter mass）是一個主要用於量度行星質量的單位，相等於木星的質量，即1.8986 × 1027 kg，又或 317.83 地球質量。木星質量主要用於量度氣體巨星的質量，例如：太陽系的外行星、或太陽系外行星，亦可用於褐矮星。木星質量的符號是MJ。
在太陽系，以下列出各個外行星若以木星質量作單位時的質量：
- 木星 – 1.000
- 土星 – 0.299
- 天王星 – 0.046
- 海王星 – 0.054

一個木星質量相當於以下的質量單位：
- 25 839 月球質量 (ML)
- 317.83 地球質量 (M⊕)
- 0.000 954 6 太陽質量 (M⊙)